# سلطان بن محمد القاسمي
سلطان بن محمد بن صقر القاسمي (14 جمادى الأولى 1358 / 2 يوليو 1939 -) حاكم إمارة الشارقة، عضو المجلس الأعلى للاتحاد في دولة الإمارات العربية المتحدة. تولى مقاليد الحُكم في الإمارة وأصبح عضوًا في المجلس الأعلى للاتحاد في 25 يناير 1972. وهو الحاكم الثامن عشر لإمارة الشارقة من حكم القواسم الذي يعود للعام 1600 ميلادية.
وُلد عام 1939 في الشارقة، وهو الابن الثالث للشيخ محمد بن صقر القاسمي الذي أنجب خمسة أبناء: خالد وعبد العزيز وسلطان وصقر وعبد الله. تولى شقيقه الأكبر خالد منصب حاكم الشارقة لمدة سبع سنوات تقريبًا، أما شقيقه عبد العزيز فشغل منصب رئيس ديوان الحاكم وقائد الحرس الأميري.
تلقى الشيخ سلطان تعليمه الابتدائي والثانوي متنقلًا بين الشارقة والكويت، ثم توجه إلى مصر لإكمال تعليمه الجامعي حيث نال شهادة البكالوريوس في الزراعة من كلية الزراعة بجامعة القاهرة، كما حصل على شهادة الدكتوراه من جامعة إكستر في المملكة المتحدة وشهادة دكتوراه ثانية من جامعة درهام في المملكة المتحدة أيضًا.
شهدت إمارة الشارقة منذ توليه مقاليد الحكم تطوراً ملحوظاً وازدهارًا كبيرًا، حيث أولى اهتماماً كبيرًا لإحداث نهضة تنموية فاعلة وسريعة، كما قاد مسيرة التطورات الثقافية والاقتصادية والاجتماعية في الإمارة، وبذل جهودًا كريمة لتوفير الفرص التي تدعم التفاعل والحوار الثقافي بين شعوب العالم في مجالات العلم والمعرفة والثقافة والاجتماع والتاريخ والسياحة والعمل الإنساني، كما أسس مجلس الشارقة الاستشاري لتفعيل دور المواطن في التنمية والمشروعات على جميع الأصعدة في إمارة الشارقة ويعد أحد أبرز المهتمين بالعلم والبحث العلمي والعلماء في الإمارة.
وبفضل الجهود التي بذلتها حكومة الشارقة وبمتابعة وإشراف مباشر من الشيخ سلطان، حصلت الشارقة على عدة ألقاب عربية وعالمية، فقد نالت لقب عاصمة الثقافة العربية 1998، وعاصمة الثقافة الإسلامية 2014، وعاصمة السياحية العربية 2015، الشارقة مدينة صحية عامي 2015 و 2022، الشارقة صديقة للطفل 2015، الشارقة عاصمة الصحافة العربية 2016، الشارقة مدينة مراعية للسن 2017، وعاصمة الثقافة الرياضية العربية لعام 2021 وغيرها.
الشيخ سلطان أيضًا هو شاعر وأديب ومؤرخ له العديد من المؤلفات في السياسة والتاريخ والأعمال المسرحية والأدبية، كما يعرف عنه دعمه وجهده الكبيرين على مدى ما يزيد على ربع قرن لخدمة الثقافة العربية ومحاولة إعادة الروح بقوة للشعر والأدب العربي في الأقطار العربية، وبدعمه للشعراء وحبه للشعر النبطي إذ أكده في أكثر من مناسبة على أهمية الشعر النبطي ودوره في توثيق الحوادث والانتصارات ونقل العلوم المختلفة للأجيال اللاحقة.
يحمل الشيخ سلطان العديد من المناصب الفخرية منها الزمالة الفخرية من المعهد الملكي للمهندسين المعماريين البريطانيين، وذلك تقديراً لجهوده في عالم التصميم والهندسة المعمارية ودوره في بناء مجتمعات أكثر استدامة، كما يحمل العضوية الفخرية بمجمع اللغة العربية وذلك تقديراً لدوره في خدمة اللغة والثقافة العربية، بالإضافة إلى الزمالة الفخرية من كليات الأطباء الملكية في كل من لندن وغلاسكو وأدنبرة وذلك تقديراً لدوره في دعم المسيرة التعليمية والطبية على مستوى العالم وغيرها. كما مُنح لقب شخصية العام الثقافية من قبل جائزة الشيخ زايد للكتاب في دورتها الرابعة للعام 2009/ 2010 تقديراً لجهوده في رعاية التنمية الثقافية العربية ودعم الإبداع. كما منحه أيضًا الرئيس الفرنسي إيمانويل ماكرون رئيس الجمهورية الفرنسية «وسام جوقة الشرف برتبة قائد أعلى» وهو أرفع تكريم وطني على مستوى الجمهورية الفرنسية نظير إسهاماته العلمية والثقافية والأدبية وتقديرًا لدعمه مسيرة العمل العام المجتمعي وتعليم الشباب والثقافة.

## حياته

### طفولته وتعليمه
ولد الشيخ سلطان في عام 1939 وهو الابن الثالث للشيخ محمد بن صقر القاسمي من زوجته الشيخة «مريم بنت الشيخ غانم الشامسي». تلقى تعليمه متنقلًا بين الشارقة والكويت ومصر. بدأ تعليمه العام في سبتمبر سنة 1948 في مدرسة الإصلاح القاسمية وكان عمره آنذاك تسع سنوات وشهرين، وكان قبلها قد درس القرآن لدى الشيخ فارس بن عبد الرحمن.
في العام 1954 انضم للمدرسة الإنجليزية الخاصة ليدرس اللغة الإنجليزية. وتنقًّل بين الشارقة والكويت لتلقي تعليمه الإعدادي والثانوي لينتهي به المطاف في نهاية عام 1965 في القاهرة حيث بدأ الدراسة الجامعية في كلية الزراعة بجامعة القاهرة وتخرج منها عام 1971. أكمل تعليمه العالي في جامعة إكستر في المملكة المتحدة وحصل منها في عام 1985على شهادة الدكتوراه في التاريخ بامتياز، وفي عام 1999 التحق بجامعة درم في المملكة المتحدة وتخرج منها حاملًا شهادة دكتوراه في الجغرافية السياسية للخليج عن أطروحة بعنوان «صراع القوى والتجارة في الخليج خلال الفترة من سنة 1620 م وحتى سنة 1820 م».

### عمله ومناصبه
عمل الشيخ سلطان لمدة عامين منذ فبراير عام 1961 وإلى سبتمبر 1963 مدرساً لمادتي اللغة الإنجليزية والرياضيات بالمدرسة الصناعية بالشارقة، ثم تسلم رئاسة البلدية عام 1965، وبعد عودته إلى الشارقة بعد إتمامه دراسته الجامعية عام 1971 تسلم إدارة مكتب الحاكم بإمارة الشارقة.
وبعد أيام قليلة من قيام اتحاد دولة الإمارات العربية المتحدة في الثاني من ديسمبر عام 1971، تشكًّل مجلس الوزراء وعين الشيخ سلطان القاسمي وزيراً للتربية والتعليم فكان أول وزير تربية وتعليم في تاريخ الإمارات.

### توليه الحكم
في 25 يناير 1972 تسلم مقاليد حكم إمارة الشارقة بعد مقتل حاكم الشارقة آنذاك الشيخ خالد بن محمد القاسمي بعد انقلاب قاده الشيخ صقر بن سلطان القاسمي، فأصبح عضواً في المجلس الأعلى لدولة الإمارات العربية المتحدة، وكان عمر آنذاك 32 عاماً.

## إنجازات ومبادرات

### مبادرات محلية
شهدت إمارة الشارقة منذ توليه مقاليد الحكم تطوراً ملحوظاً وازدهاراً كبيراً حيث افتتح عشرات المشاريع الاقتصادية والتنموية والثقافية، ولعل أبرزها مشروع الحديقة الجيولوجية في منطقة بحيص، وافتتح مشروع طريق كلباء الممتد من وادي الحلو إلى ميدان العلم في المدينة بطول 26 كيلومتراً، ويعد من أبرز المشاريع التنموية والخدمية والسياحية التي تتبناها الإمارة لتطوير مدينة كلباء، بتكلفة مليار درهم، إضافة إلى مشروع مرعى الشمال في مدينة الذيد، المرعى الأكبر في الإمارة، كما اعتمد الشيخ سلطان الهوية البصرية لمراعي الشارقة، التي تكونت من حلقة خضراء بداخلها كثبان رملية تعتليها نبتة الثمام، ومشروع مركز استكشاف الجادة ضمن مشروع مجمع «مدار» الواقع مقره في منطقة مويلح بمدينة الشارقة، على مساحة تزيد على 600 ألف قدم مربعة، ويضم المركز 18 منفذاً لبيع خدمات الطعام، ومسرحاً للفعاليات الخارجية يستوعب 500 شخص، ومنطقة ترفيهية للأطفال.
كما أطلق الشيخ سلطان العديد من المبادرات المحلية مثل مبادرة زراعة جبال طريق خورفكان وجبل الرمان بكلباء ومبادرة توفير مياه معدنية مجانية بالمدارس والحضانات الخاصة ومبادرة إنشاء «دائرة التوطين» من أجل أن تتولى مسؤولية توظيف المواطنين في القطاع الخاص.

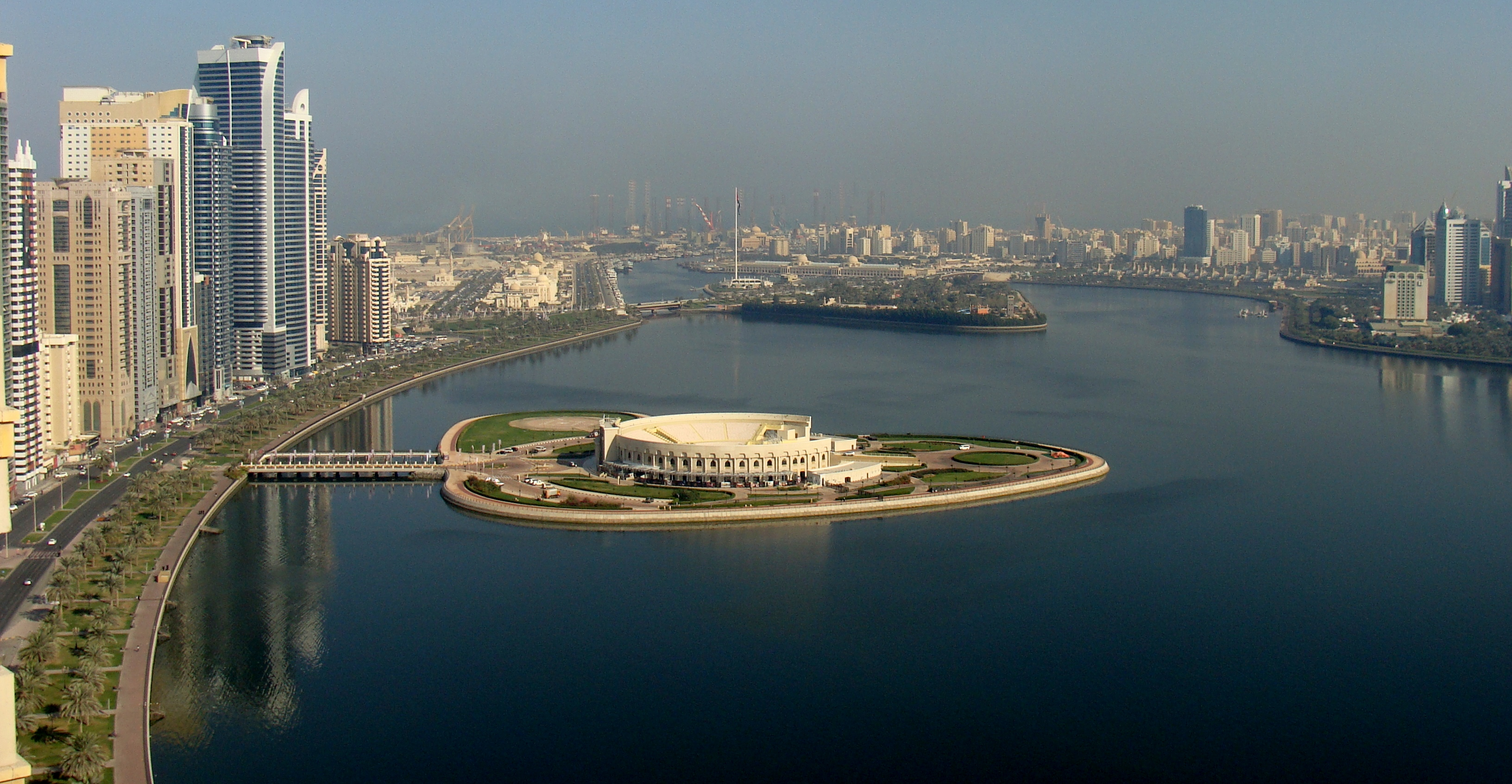
صورة لمدينة الشارقة، تظهر فيها النهضة العمرانية الحديثة

وفي عام 2017 افتتح مدينة الشارقة للنشر وهي أول منطقة حرة للنشر في العالم، وهي أحد مشاريع هيئة الشارقة للكتاب، الرامية إلى توفير بيئة استثمارية حاضنة للناشرين والعاملين في قطاع النشر، من مختلف بلدان العالم، عبر سلسلة من التسهيلات والمرافق الخدمية في الطباعة، والترخيص، والتوزيع. وفي نفس العام افتتح مبنى دار المخطوطات الإسلامية الذي يقع في الجامعة القاسمية بالشارقة، حيث تحتوي الدار على المخطوطات والوثائق الموجودة من أنفس المخطوطات التاريخية التي جمعها الشيخ سلطان خلال زياراته لدول العالم المختلفة، وأهداها إلى دار المخطوطات الإسلامية، وتضم الدار مجموعة من المخطوطات الإسلامية الأصلية النادرة، تنوعت ما بين كتب في الفقه والحديث والتفسير واللغة العربية وعلوم الفلك والرياضيات والطب والصيدلة، إلى جانب مصاحف مخطوطة أصلية نادرة.
كما تكفل الشيخ سلطان بتوفير المنح الدراسية للطلبة من ذوي الإعاقة الراغبين في إكمال دراستهم الجامعية في مراحل الدبلوم، أو البكالوريوس، أو الماجستير، أو الدكتوراه في جامعة الشارقة، فضلاً عن توفير وظائف لهم في الإمارة،  بالإضافة إلى اعتماده الهوية الجديدة لمبادرة تعلم اللغة العربية في مدارس الشارقة، تحت مسمى «لغتي» استكمالاً لمبادرة دعم التعليم باللغة العربية بوسائل ذكية لطلبة إمارة الشارقة، التي أُطْلِقَت في عام 2013، والهادفة إلى تعزيز اللغة العربية والتعلم بها من خلال أحدث الوسائل والبرامج العصرية وتهيئة البيئة المدرسية الملائمة للإبداع باللغة العربية.
وفي عام 2013 أطلق الشيخ سلطان مبادرة لإنشاء مستشفيي «الجامعة» و«الأسنان» ومبادرة إنشاء الجامعة القاسمية وهي جامعة إسلامية عربية أُنشأت لتكون كالأزهر الشريف ولتأتي بمثابة الرد العملي والهادئ على ما يملأ الساحة العالمية من ضجيج هدفه تشويه صورة الإسلام،  كما أمر بصرف مكافأة شهرية للباحثين والباحثات عن عمل المنتسبين إلى دائرة الموارد البشرية بالشارقة، وذلك خلال فترة التدريب العملي.
يُعرف عنه بتلمس احتياجات المواطنين في مختلف المناطق حيث قام بإنشاء صندوق للضمان الاجتماعي، كما أصبح مواطني الإمارة مشمولين بالتأمين الصحي بعد أن كان يغطي الموظفين وكبار السن من عمر 60 عاماً فما فوق، بالإضافة إلى قيامه بتأسيس المجلس الاستشاري من أجل التواصل بين أصحاب القرار والمواطنين إلى جانب إنشائه للمجالس البلدية ومجالس الضواحي. كما وجه بزيادة رواتب المتقاعدين من شرطة الشارقة ومساواتهم بالمتقاعدين من حكومة الشارقة استكمالاً لدعمه المستمر لشرطة الشارقة، واهتمامه بشؤون أبنائه العاملين والمتقاعدين من منتسبي هذا الجهاز.
ومن منطلق اهتمامه بالمرأة، أُنْشِئَت نوادي السيدات بمختلف مناطق إمارة الشارقة حيث كانت البداية مع تأسيس نادي الشارقة للسيدات عام 1982، وتواصل افتتاح الفروع إلى أن اُفْتُتِحَ نادي سيدات البطائح في عام 2003، حيث وصل عدد الفروع إلى عشرة موزعة بين مدن وضواحي إمارة الشارقة في المنطقتين الوسطى والشرقية، وجميع هذه الفروع لها أهداف مشتركة تتمثل في توفير مكان آمن للأسرة، وملاذ راق تلتقي فيه السيدات والفتيات لمزاولة مختلف الأنشطة التي تنمي هواياتهنّ وتلبي تطلعاتهن.

### مبادرات عالمية
لم تقتصر مبادرات الشيخ سلطان على دولة الإمارات فقط بل امتدت لتشمل مناطق ودول أخرى في العالم، ففي عام 2019 وجَّه بترميم وتجديد «مكتبة ماكميلان التاريخية»، إحدى أشهر المكتبات في القارة الأفريقية في العاصمة الكينية نيروبي. حيث تأتي هذه المبادرة انطلاقاً من إيمانه بأهمية رعاية التراث والاحتفاء به، وكجزءٌ من الجهود المتواصلة التي تقودها إمارة الشارقة لدعم مسيرة الأمم والشعوب حول العالم في عملية بناء مؤسسات ثقافية قوية ومؤثرة في مجتمعاتها.

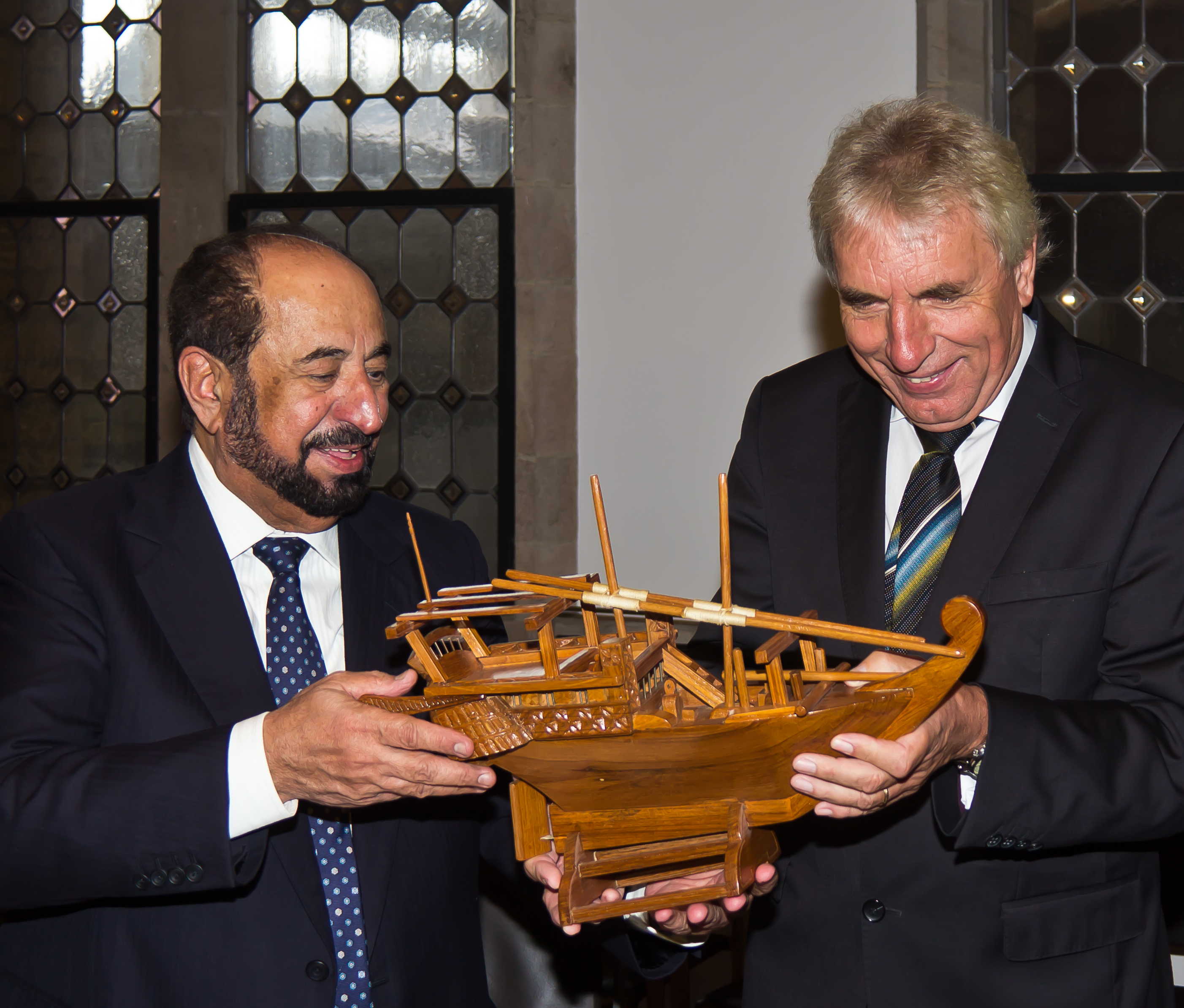
الشيخ سلطان أثناء زيارته إلى ألمانيا عام 2014 يسلم نموذج سفينة خشبية للسياسي يورغن روترز

كما وجه الشيخ سلطان وبمتابعة من قرينته الشيخة جواهر بنت محمد القاسمي بتطوير المبنى الأساسي للمعهد القومي للأورام في العاصمة المصرية القاهرة. وقد تبرعت مؤسسة القلب الكبير المعنية بمساعدة اللاجئين والمحتاجين والتي تتخذ من الشارقة مقراً لها - بمبلغ يقارب 33 مليون درهم من أجل تطوير وإعادة تأهيل المبنى الأساسي للمعهد القومي للأورام حيث ستساهم عملية التطوير والتأهيل في زيادة القدرات الاستيعابية للمستشفى والعيادات الخارجية الملحقة بالمعهد وتحسين مستوى الخدمات المقدمة للمرضى والمراجعين وتقليل أعدادهم على قوائم الانتظار، بالإضافة إلى التركيز على علاج الأطفال المصابين بالأمراض السرطانية المختلفة مع توسيع نطاق الخدمات المجانية لتمكين المزيد من المرضى من الحصول على العلاج والرعاية اللازمة.
وفي عام 2018 قدم الشيخ سلطان مكرمة مالية بمبلغ مليون دولار أمريكي دعماً لمؤسسة الكرامة للأطفال الماليزية، تقديراً لدورها ورسالتها في رعاية آلاف الأسر بمنطقة سينتول في ماليزيا، وكذلك برامجها الإنسانية تجاه الأطفال في جميع أنحاء العالم. بالإضافة إلى تقديمه لمكرمة لإنشاء أكبر مركز تدريب بنقابة الصحفيين المصرية وتطوير عدد من مرافقها إيماناً منه بأهمية دور الإعلام في المجتمعات العربية.
كما أمر الشيخ سلطان ببناء مساجد في قرى تحمل أسماء شهداء مجزرة رفح وهم 25 مجنداً مصرياً.- كل شهيد باسمه وفي قريته - ووجه بإعادة بناء 18 منطقة عشوائية في منطقة الجيزة، وذلك عبر بناء مساكن حديثة ومتطورة عوضاً عن العشوائيات الحالية ومن ثم تمليك هذه المساكن لأهالي المنطقة، كما وجه باستحداث حدائق ومتنزهات بهذه المناطق، وذلك دعماً منه في تطوير البنية الأساسية وتوفير الحياة الكريمة للشعب المصري. وقام في عام 2009 بافتتاح مقر اتحاد الجامعات العربية في العاصمة الأردنية عمان الذي بني على نفقته الخاصة.
كما أمر ببناء أول مركز إسلامي في جمهورية استونيا،  وقدم مكرمة مالية للمنظمة العربية للتربية والثقافة والعلوم «اليكسو» لتمكينها من استكمال إنجاز موسوعة أعلام العلماء والأدباء العرب والمسلمين والتي تعتبر من المشاريع الثقافية الكبيرة على المستوى العربي والإسلامي. وتكفل بإنشاء المركز الإسلامي بمقاطعة فولسبورغ بألمانيا، بعدما ظل على مدى سنوات طويلة حلما يراود أكثر من ثلاثة آلاف مسلم من أبناء الجالية العربية والمسلمة المقيمين في فولسبورغ. وتبرع بإنشاء مسجد بنسبرغ الواقع في جنوب ميونيخ بولاية بافاريا الألمانية. وأمر ببناء قرية «سوكا» للأطفال اليتامى والمشردين في جمهورية بوركينا فاسو بتكلفة تبلغ مليون دولار.

## حياته الخاصة

### نسبه
يعود الشيخ سلطان في نسبه إلى قبيلة القواسم، وهي قبيلة عربية كانت بداية دولتهم في ما يسمى اليوم برأس الخيمة والشارقة، ثم انتشرت لتشمل أجزاء من شرق الخليج العربي بساحليه الشمالي والجنوبي، إضافة للجزر، شكلت قبيلة القواسم أكبر قوة بحرية في القرن الثامن عشر وأدت دوراً عسكريّاً وسياسيّاً بالغ الأهمية في شؤون الخليج العربي وتاريخ دولة الإمارات. اسمه الكامل هو سلطان بن محمد بن صقر بن خالد بن سلطان بن صقر بن راشد القاسمي.

### عائلته
والده هو الشيخ محمد بن صقر القاسمي الذي تولى حكم إمارة الشارقة لعدة أيام أما والدته فهي الشيخة مريم بنت الشيخ غانم ابن الشيخ سالم بن عبد الله بن سعيد ابن سبت بن مطر بن سلطان بن فارس بن شهوان الشامسي.
له من الأشقاء أربعة وهم الشيخ خالد والشيخ صقر والشيخ عبد العزيز والشيخ عبد الله ومن  الشقيقات اثنتان الشيخة شيخة والشيخة ناعمة، وله أخوة غير أشقاء هم الشيخ راشد والشيخ حميد والشيخ علي والشيخة موزة والشيخة علياء والشيخات غاية ونورة وعائشة وعزة.

### زوجاته وأبناؤه
تزوج الشيخ سلطان من الشيخة موزة بنت سالم بن محمد ابن مانع الفلاسي (جدتها الشيخة موزة بنت الشيخ غانم ابن الشيخ سالم الشامسي خالة الشيخ الدكتور سلطان بن محمد القاسمي)، وأنجبت له:
- محمد بن سلطان القاسمي (توفي في 4 أبريل عام 1999 عن عمر يناهز 24 عاماً).[39]
- عزة بنت سلطان القاسمي.

كما تزوج من الشيخة جواهر بنت محمد بن سلطان بن صقر القاسمي، وأنجبت له
- خالد بن سلطان القاسمي (توفي في يوليو 2019 في لندن عن عمر ناهز 40 عاما).
- بدور بنت سلطان القاسمي.
- نور بنت سلطان القاسمي.
- حور بنت سلطان القاسمي.[16]

## الشهادات والجوائز التعليمية
- الدكتوراه الفخرية في الفنون والآداب والفلسفة والدراسات الإنسانية من جامعة باريس ديدرو، باريس، فرنسا، 16 مارس 2012م.
- دكتوراه في العلوم السياسية من جامعة هانيانغ الكورية الجنوبية، سيون، كوريا، 17سبتمبر 2011م.
- الدكتوراه الفخرية من جامعة كانازاوا، تقديراً لإسهاماته الأكاديمية والتربوية، كانازاوا، اليابان، 23 أبريل 2010م.
- الدكتوراه الفخرية من الجامعة الأمريكية بالقاهرة في العلوم الإنسانية، تقديراً لجهود سموه المتميزة في خدمة التعليم والبحث العلمي والفنون، القاهرة، مصر، 11/2/2009م.
- الدكتوراه الفخرية في الآداب من جامعة شيفيلد، تقديراً لدوره في نشر الثقافة العربية الإسلامية، شيلفيد، المملكة المتحدة، 11/11/ 2008م.
- الدكتوراه الفخرية في الإدارة من الجامعة الأردنية تقديراً لجهد سموه في مجالات البحث العلمي والثقافة في الإمارات والعالم العربي، عمّان، الأردن، 5/5/2008م.
- الدكتوراه الفخرية في الفلسلفة جامعة توبنجن، اعترافاً بدعمه المديد للبحوث في مجالات بحوث ما بين التاريخ والآثار وتاريخ الشعوب، توبنجن، ألمانيا، 30/10/2006م.
- الدكتوراه الفخرية من أكاديمية العلوم القومية، يريفان، جمهورية أرمينيا، 16/9/2005 م.
- الدكتواره الفخرية في الإدارة من جامعة ماك ماستر، هاملتون، كندا، 14 /5/ 2004 م.
- الدكتوراه الفخرية في القوانين من جامعة ساوث بانك، لندن، المملكة المتحدة، 28/4/2003م.
- الدكتوراه الفخرية من جامعة أدنبره، أدنبره، المملكة المتحدة، يونيو 2001م.
- الدكتوراه الفخرية في فلسفة والتربية من الجامعة الإسلامية العالمية، كوالالمبور، ماليزيا، 5/2/2001م.
- الدكتوراه الفخرية في التاريخ من معهد الإستشراق التابع لأكاديمية العلوم الروسية، موسكو، روسيا، 1995م.
- الدكتوراه الفخرية في الآداب (الدراسات العربية الإسلامية)، جامعة إكسيتير، إكسيتير، المملكة المتحدة، 1993م.
- الدكتوراه الفخرية في الحقوق، جامعة الخرطوم، الخرطوم، السودان 1986م.
- الدكتوراه الفخرية في العلوم من جامعـة فيصل أباد، تقديراُ لإسهامه المميز في مجال التربية، فيصل أباد، باكستان، 19/4/1983م.

### العضويات الفخرية
- مرتبة الزمالة الشرفية من الكلية الملكية الإنجليزية للجراحيين، لندن، بريطانيا، 12 نوفمبر 2009 م.
- الرئيس الفخري لاتحاد الجامعات العربية، 2009 م.
- الرئيس الفخري للهيئة العربية للمسرح، 2008 م.
- الرئيس الفخري للجمعية العربية لعلوم الفضاء والفلك، 2008 م.
- الرئيس الفخري للمؤسسة الدولية لتاريخ العلوم عند العرب والمسلمين، 2008 م.
- العضوية الفخرية باتحاد كتاب مصر، 2008 م
- الرئيس الفخري للجمعية المصرية للدراسات التاريخية، 2001 م.
- الرئيس الفخري للخدمات الجامعية العالمية، 1998 م.
- الرئيس الفخري لمدينة الشارقة للخدمات الإنسانية، 1998 م.
- العضوية الفخرية في مركز الدراسات الشرق أوسطية والإسلامية، جامعة درم، المملكة المتحدة، 22 أكتوبر 1992 م.
- العضوية الشرفية، الجمعية الوطنية للجغرافيا، تقديراً لدعم سموه للجمعية الوطنية للجغرافيا بالولايات المتحدة الأمريكية، التي أسست في عام 1888 م، للعناية بعلم الجغرافيا وتطوير البحث والاستكشاف، واشنطون، أمريكا، يناير 2004 م
- الزمالة الفخرية، معهد الدراسات الأفريقية، جامعة الخرطوم، السودان، 1977 م.

### الأوسمة والميداليات
1.الأوسمة:
- وسام زايد بجائزة رئيس الدولة التقديرية في مجال الثقافة والفنون والأدب، أبوظبي، 29 نوفمبر 2012م.
- درع التميز، مهرجان المسرح العربي، تقديراً لدعمه للمسرح وحوار الثقافات، القاهرة، مصر، 16 مارس 2008م.
- وسام (القديس ميسروب ماشتوتس)، جمهورية أرمينيا، يريفان، أرمينيا، 19/09/2005م.
- وسام الإستحقاق الوطني، داكار، جمهورية السينغال ، 21/05/2004م.
- شخصية العام الثقافية، مهرجان القرين الثقافي العاشر، لدعمه وإثرائه للحية المسرحية العربية، الكويت، الكويت، 13 يناير 2004م.
- وسام الجمهورية الفرنسية للفنون والآداب برتبة الفارس الآمر، تقديراً لجهوده العلمية والثقافية ودعمه لبرامج الحوار الثقافي بين الشرق والغرب، باريس، فرنسا، 20 فبراير 2003م.

2.الميداليات:
- الميدالية الذهبية للهيئة العالمية للمسرح، شيامن، الصين، 19سبتمبر 2011م.
- الميدالية الذهبية اتحاد الجامعات العربية، تقديراً لدعم سموه للتعاون البناء بين الجامعات العربية، عمّان، الأردن، 2009م.
- الميدالية الذهبية، جامعة يريفان، يريفان، جمهورية أرمينيا، 20/09/2005م.
- قلادة الكشاف العربي، الهيئة الكشفية العربية، القاهرة، مصر، 6/4/2005م.
- ميدالية حقوق الإنسان، منظمة الأمم المتحدة للتربية والعلوم والثقافة (اليونسكو) اعترافاً بعونه الخاص بتوفير التعليم للأطفال المحرومين، باريس، فرنسا، 17 ديسمبر 2003م.
- ميدالية ابن سينا الذهبية، منظمة الأمم المتحدة للتربية والعلوم والثقافة (اليونسكو) اعترافاً بالتزامه العميق بقيم المنظمة واسهاماته لتنمية الثقافة والتعاون الدولي ، باريس ، فرنسا، 26 أكتوبر 1998م.
- الدرع الذهبي، المنظمة العربية للتربية والثقافة والعلوم (الاليكسو)، تونس، 21 نوفمبر 1998م.
- الميدالية الذهبية، المنظمة الإسلامية للتربية والعلوم والثقافة (الإيسيسكو)، الدار البيضاء، المغرب.
- الميدالية الذهبية، معهد الأبحاث للتاريخ والفنون والثقافة الإسلامية في أسطنبول التابع لمنظمة المؤتمر الإسلامي ، لتدعيم المحافظة على الإرث الثقافي وتشجيع المنح الدراسية ، إسطنبول، تركيا، أكتوبر 1990م.

### 3.الجوائز:
- جائزة الشيخ فيصل بن جاسم آل ثاني لشخصية العام التراثية (العام 2013)، المركز العربي للاعلام السياحي ، القاهرة 24 فبراير 2013.
- جائزة ومنحة الملك سلمان لتاريخ الجزيرة العربية – جائزة المتميزين من غير السعوديين، الرياض، المملكة العربية السعودية، 6 مايو 2012م.
- جائزة رواد المسرح المدرسي الخليجي في مهرجان المسرح المدرسي الخليجي الخامس المنامة ، البحرين، 3 مايو 2012م.
- جائزة الاتحاد العربي للمكتبات والمعلومات، الخرطوم، السودان، 19 ديسمبر 2011م.
- الشخصية الرياضية المحلية لجائزة محمد بن راشد للإبداع الرياضي للعام 2010، 12 ديسمبر 2010م.
- جائزة الشيخ زايد بن سلطان آل نهيان للشخصية الثقافية للعام 2010م، أبوظبي، الإمارات العربية المتحدة، 2 مارس 2010م.
- شخصية العام الثقافية، جائزة حمدان بن راشد آل مكتوم للأداء المتميز التعليمي للعام 2008م، تقديراً لخدمات جليلة في خدمة التعليم وإسهاماته المميزة في دعم التربية والثقافة والعلوم محلياً وعربياً ودولياً، دبي، دولة الإمارت العربية المتحدة، إبريل 2009م.
- جائزة الأميرة فاطمة إسماعيل للعطاء المتمز، تقديرا وعرفانا بعطاء سموه ودعمه الكبير لجامعة القاهرة وأهدافها ورسالتها، القاهرة، مصر، 22 في ديسمبر 2008م.
- درع مئوية جامعة القاهرة في احتفالاتها بمئويتها الأولى، تقديراً لمساهمات سموه في الثقافة العربية، القاهرة، مصر، 24 يناير 2008م.
- درع التميز، المهرجان العربي لمسرح الهواة، القاهرة، مصر، 30 أبريل 2007م.
- جائزة الملك فيصل العالمية في خدمة الإسلام لإسهامة المتميز في مجال الثقافة والعلوم في العالم الإسلامي، الرياض، المملكة العربية السعودية، 9 مارس 2002م.[40]
- التكريم في عيد العلم الثاني بجمهورية مصر العربية ، جامعة القاهرة ، 24 ديسمبر 2001 م.
- جائزة راشد للتفوق العلمي، دبي، الإمارات العربية المتحدة، 22 إبريل 1989م.

## مؤلفاته

### الأعمال التاريخية
- البرتغاليون في بحر عمان:أحداث في حوليات من 1497م إلى 1757م (21 مجلداً) 2025م.[41]
- مُختارات من جِرون نامَه. 2024م.[42]
- مَنِ القاتِلُ؟. 2024م.
- تاريخ عُمان: من الاستيطان البشريّ إِلى نهاية الدَّولةِ الإِباضِيَّة. 2024م.[43]
- حقيقةُ تاريخِ عُمان. 2024م.[44]
- تاريخ المُلوكِ النَّبهانيين في عُمان 1154- 1622م. 2023م.[45]
- بِدايةُ حُكمِ العُتوبِ للبَحرين. 2023م.
- تاريخُ أَئِمَّة البوسَعيد في عُمان 1749-1856م. 2023م.[46]
- مقاومة خورفكان للغزو البرتغالي. 2023م.[47]
- الجَريئَةُ (رواية تاريخية). 2022م.[48]
- سيرة سلاطين كلوَة. 2022م.[49]
- الشَّيْخُ المُتَصَوّفُ راشِدُ بْنُ مَطَر القاسِمي. 2022م.[50]
- الغفلة.. إحدى عشائر آل غزي في دولة الإمارات العربية المتحدة. 2022م.[51]
- صراعُ أُمراء الزند وزوال المُلك. 2022م.
- بيوت مدينة الشارقة والقرى المجاورة لها وساكنوها. 2022م.[52]
- تاريخ اليعاربة في عُمان 1623-1747م. 2022م.
- مرسوم بابوي «للبابا أوربان الثامن».. بابا الكنيسة الكاثوليكية. 2021م.[53]
- اتفاقية الصداقة والتجارة بين ملك البرتغال وسلطان زنجبار سنة 1879م. 2021م.[54]
- من هو الهولي؟، 2021م.[55]
- القول الحاسم في نسب وتاريخ القواسم. 2021م.[56]
- نظم الفرائد من سيرة ابن ماجد. 2019.[57]
- إِنَّي أُدِين، منشورات القاسمي، الشارقة، الإمارات العربية المتحدة، 2017 م.
- رحلة بالغة الأهمية، منشورات القاسمي، الشارقة، الإمارات العربية المتحدة، 2017 م.
- سيرة مدينة (الجزء الثاني)، منشورات القاسمي، الشارقة، الإمارات العربية المتحدة، 2017 م.
- تأسيس وتنظيم قوة شرطة الشارقة، منشورات القاسمي، الشارقة، الإمارات العربية المتحدة، 2016 م.
- اقتصاد إمارات الساحل العربي في القرن التاسع عشر، منشورات القاسمي، الشارقة، الإمارات العربية المتحدة، 2015 م.
- سيرة مدينة، منشورات القاسمي، الشارقة، الإمارات العربية المتحدة، 2015 م.
- تحت راية الاحتلال ، منشورات القاسمي، الشارقة، الإمارات العربية المتحدة، 2014م.
- القواسم والعدوان البريطاني 1797-1820م، منشورات القاسمي، الشارقة، الإمارات العربية المتحدة، 2012م.
- مراسلات سلاطين زنجبار، منشورات القاسمي، الشارقة، الإمارات العربية المتحدة، 2012م.
- حديث الذاكرة - الجزء الثاني، منشورات القاسمي، الشارقة، الإمارات العربية المتحدة، 2012م.
- محطة الشارقة الجوية بين الشرق والغرب، ط2، منشورات القاسمي، الشارقة، الإمارات العربية المتحدة، 2012م.
- حديث الذاكرة – الجزء الأول، ط إنجليزي، دار منشورات بلومسبيري، لندن، المملكة المتحدة، 2012م.
- حديث الذاكرة – الجزء الأول، ط ألماني، دار جورج أولمز فيرلاغ، هيلدشايم، ألمانيا، 2012م.
- محطة الشارقة الجوية بين الشرق والغرب، ط إنجليزي، منشورات القاسمي، الشارقة، الإمارات العربية المتحدة، 2012م.
- حديث الذاكرة – الجزء الأول ، طبعة مزيدة، منشورات القاسمي، الشارقة، الإمارات العربية المتحدة، 2012م.
- سرد الذات، ط عربي، منشورات القاسمي، الشارقة، الإمارات العربية المتحدة، 2012م.
- التذكرة بالأرحام، طبعة مزيدة، منشورات القاسمي، الشارقة، الإمارات العربية المتحدة، 2012م.
- الوثائق العربية العمانية في مراكز الأرشيف الفرنسية، ط2 عربي، منشورات القاسمي ، الشارقة، الإمارات العربية المتحدة، 2012م.
- تقسيم الإمبراطورية العمانية (1856 – 1862م)، ط5 عربي، منشورات القاسمي، الشارقة، الإمارات العربية المتحدة، 2012م.
- سرد الذات، ط فرنسي، منشورات القاسمي، الشارقة، الإمارات العربية المتحدة ، 2011م.
- سرد الذات، ط ألماني، أولمز فيرلاغ، هيلدشايم، ألمانيا، 2011م.
- حصاد السنين، منشورات القاسمي، الشارقة، الإمارات العربية المتحدة، 2011م.
- سرد الذات، ط إسباني، منشورات القاسمي، الشارقة، الإمارات العربية المتحدة، 2011م.
- سرد الذات، ط إنجليزي، دار منشورات بلومسبيري، لندن، المملكة المتحدة، 2011م.
- يوميات ديفيد سيتون في الخليج (1800 – 1809 م)، ط3 عربي، منشورات القاسمي، الشارقة، الإمارات العربية المتحدة، 2011م.
- يوميات ديفيد سيتون في الخليج (1800 – 1809 م)، ط3 إنجليزي، ب.بي.سي ويتونس، اكستير، المملكة المتحدة، 2011م.
- العلاقات العمانية الفرنسية (1715 – 1905م)، ط3 عربي، منشورات القاسمي، الشارقة، الإمارات العربية المتحدة، 2011م.
- جون مالكوم والقاعدة التجارية البريطانية في الخليج (1800)، ط2 عربي، دار الخليج، الشارقة، الإمارات العربية المتحدة، 2010م.
- جون مالكوم والقاعدة التجارية البريطانية في الخليج (1800)، ط2 إنجليزي، دار الخليج، الشارقة، الإمارات العربية المتحدة، 2010م.
- رسالة زعماء الصومال إلى الشيخ سلطان بن صقر القاسمي (1837)، ط2، منشورات القاسمي، الشارقة، الإمارات العربية المتحدة، 2010م.
- وصف قلعة مسقط وقلاع أخرى على ساحل خليج عمان، منشورات القاسمي، الشارقة، الإمارات العربية المتحدة، 2009م.
- نشأة الحركة الكشفية في الشارقة، ط2 عربي، دارة الدكتور سلطان القاسمي للدراسات الخليجية، الشارقة، الإمارات العربية المتحدة، 2009م.
- نشأة الحركة الكشفية في الشارقة، ط2 إنجليزي، دارة الدكتور سلطان القاسمي للدراسات الخليجية، الشارقة، الإمارات العربية المتحدة، 2009م.
- رسالة اليوم العالمي للمسرح، ط2 عربي، إنجليزي، فرنسي، منشورات القاسمي، الشارقة، الإمارات العربية المتحدة، 2007م.
- رسالة إلى أهل المسرح، ط2 عربي، منشورات القاسمي، الشارقة، الإمارات العربية المتحدة، 2007م.
- بيان الكويت (سيرة حياة الشيخ مبارك الصباح)، ط2 عربي، المؤسسة العربية للدراسات والنشر، بيروت، لبنان، 2006م.
- الحقد الدفين، ط1 عربي، منشورات القاسمي، الشارقة، الإمارات العربية المتحدة، 2004م.
- الحقد الدفين، ط روسي ، منشورات القاسمي، الشارقة، الإمارات العربية المتحدة، 2005م.
- الحقد الدفين، ط إسباني، منشورات القاسمي، الشارقة، الإمارات العربية المتحدة، 2005م.
- الحقد الدفين، ط إنجليزي، دار الساقي، لندن، المملكة المتحدة، 2006م.
- الحقد الدفين، ط 1 أوردو، منشورات كرنك، مومباي، الهند، 2009م.
- الحقد الدفين، ط 2 أوردو، منشورات القاسمي، الشارقة، الإمارات العربية المتحدة، 2009م.
- بيان للمؤرخين الأماجد في براءة ابن ماجد، مداد للطباعة، الشارقة، الإمارات العربية المتحدة، 2000م.
- بيان للمؤرخين الأماجد في براءة ابن ماجد، ط روسي، مداد للطباعة، الشارقة، الإمارات العربية المتحدة، 2005م.
- صراعات القوى والتجارة في الخليج (1620- 1820)، ط إنجليزي، فوريست رو، لندن، المملكة المتحدة، 1999م.
- صراعات القوى والتجارة في الخليج (1620- 1820)، ط فارسي، همسايا للنشر، طهران، إيران، 2008م.
- الخليج في الخرائط التاريخية، الجزء الأول (1493 – 1831)، ط إنجليزي، ثنك برنت، ليشستر، المملكة المتحدة، 1996م.
- الخليج في الخرائط التاريخية، الجزء الثاني (1478 – 1861)، ط إنجليزي، استريم لاين برس، ليشستر، المملكة المتحدة، 1999م.
- العلاقات العمانية الفرنسية (1715 – 1905م)، ط إنجليزي، فوريست رو، لندن، المملكة المتحدة، 1993م.
- العلاقات العمانية الفرنسية (1715 – 1905م)، ط فرنسي، هارماتان، باريس، فرنسا، 1995م.
- العلاقات العمانية الفرنسية (1715 – 1905م)، ط فارسي، دار النشر، طهران، إيران ، 2008م.
- الاحتلال البريطاني لعدن، ط1 عربي، دار الغرير للطباعة، دبي، الإمارات العربية المتحدة، 1990م.
- الاحتلال البريطاني لعدن، ط2 عربي، دار الغرير للطباعة، دبي، الإمارات العربية المتحدة، 1992م.
- أسطورة القرصنة العربية في الخليج ، ط3 إنجليزي، روتلدج، اكسون، المملكة المتحدة، 2006م.
- أسطورة القرصنة العربية في الخليج ، ط فارسي، همسايا للنشر، طهران، إيران ، 2008م.

### الأعمال الأدبية
- الأمير الثائر، ط 3 عربي، منشورات القاسمي، الشارقة، الإمارات العربية المتحدة، 2012.
- نشيج الوداع، منشورات القاسمي، الشارقة، الإمارات العربية المتحدة، 2011م.
- الأمير الثائر، ط ألماني، منشورات القاسمي، الشارقة، الإمارات العربية المتحدة، 2004م.
- الأمير الثائر، ط فرنسي، هارماتان، باريس، فرنسا، 2005م.
- الأمير الثائر، ط روسي، منشورات القاسمي، الشارقة، الإمارات العربية المتحدة، 2009م.
- الشيخ الأبيض، ط2 عربي، دار الخليج، الشارقة، الإمارات العربية المتحدة، 1998م.
- الشيخ الأبيض، ط إنجليزي، دار الخليج، الشارقة، الإمارات العربية المتحدة، 1998م.
- الشيخ الأبيض، ط ألماني، منشورات القاسمي، الشارقة، الإمارات العربية المتحدة، 2004م.
- الشيخ الأبيض، ط روسي، منشورات القاسمي، الشارقة، الإمارات العربية المتحدة، 2004م.
- الشيخ الأبيض، ط إسباني، منشورات القاسمي، الشارقة، الإمارات العربية المتحدة، 2004م.
- الشيخ الأبيض، ط فرنسي، هارماتان، باريس، فرنسا، 2004م.
- الجريئة (رواية)، 2022.[58]
- الخنجر المرهون (رواية)، 2024.[59]

### الأعمال المسرحية
- داعش والغبراء. منشورات القاسمي. 2016.[60]
- طورغوت، ط3 عربي، منشورات القاسمي، الشارقة، الإمارات العربية المتحدة، 2012م.
- الحجر الأسود، ط3 عربي، منشورات القاسمي، الشارقة، الإمارات العربية المتحدة، 2012م.
- القضية، ط3 عربي، منشورات القاسمي، الشارقة، الإمارات العربية المتحدة، 2010م.
- عودة هولاكو، ط3 عربي، منشورات القاسمي، الشارقة، الإمارات العربية المتحدة، 2010م.
- شمشون الجبار، ط عربي، منشورات القاسمي، الشارقة، الإمارات العربية المتحدة، 2008م.
- شمشون الجبار، ط أوردو، منشورات القاسمي، الشارقة، الإمارات العربية المتحدة، 2009م.
- النمرود، ط عربي، منشورات القاسمي، الشارقة، الإمارات العربية المتحدة، 2008م.
- الاسكندر الأكبر، ط عربي، منشورات القاسمي، الشارقة، الإمارات العربية المتحدة، 2006م.
- الاسكندر الأكبر، ط روسي، منشورات القاسمي، الشارقة، الإمارات العربية المتحدة، 2009م.
- الواقع صورة طبق الأصل، ط2 عربي، مداد للطباعة، الشارقة، الإمارات العربية المتحدة، 2001م.
- الواقع صورة طبق الأصل، ط روسي، منشورات القاسمي، الشارقة، الإمارات العربية المتحدة، 2004م.
- الواقع صورة طبق الأصل، ط إسباني، منشورات القاسمي، الشارقة، الإمارات العربية المتحدة، 2004م.
- القضية، ط روسي، منشورات القاسمي، الشارقة، الإمارات العربية المتحدة، 2004م.
- القضية، ط إسباني، منشورات القاسمي، الشارقة، الإمارات العربية المتحدة، 2004م.
- عودة هولاكو، ط إنجليزي، منشورات القاسمي، الشارقة، الإمارات العربية المتحدة، 2004م.
- عودة هولاكو، ط ألماني، منشورات القاسمي، الشارقة، الإمارات العربية المتحدة، 2004م.
- عودة هولاكو، ط روسي، منشورات القاسمي، الشارقة، الإمارات العربية المتحدة، 2005م.
- عودة هولاكو، ط روماني، دار النشر آرس لونجا، ياش، رومانيا ، 2011م.

## روابط خارجية
- سلطان بن محمد القاسمي على موقع الموسوعة البريطانية (الإنجليزية)